# Metroid Prime 3: Corruption
Metroid Prime 3: Corruption es el décimo videojuego lanzado en la serie Metroid y el cuarto dentro de la mini-saga Metroid Prime (incluyendo a Metroid Prime: Hunters), teniendo lugar exactamente después de los acontecimientos de Metroid Prime 2: Echoes. El título fue desarrollado para Wii, de Nintendo, por parte de Retro Studios y fue lanzado en Norteamérica el 27 de agosto del año 2007. Parte de las primeras muestras jugables mostradas sobre el juego fueron vistas en la conferencia de Nintendo en el E3 2006, siendo confirmado por la misma Retro Studios que Metroid Prime 3: Corruption supondrá el último eslabón en la trilogía Prime (en consolas de sobremesa). Previamente, Nintendo había ofrecido pistas sobre cómo Metroid Prime 3 sacaría partido de las habilidades especiales del Wiimote presentando una versión modificada de Metroid Prime 2: Echoes, adaptada a Wii, en el Tokyo Game Show de 2005.

## Sinopsis

### Escenario y personajes
Los eventos de Metroid Prime 3: Corruption se ubican seis meses después de lo sucedido en Metroid Prime 2: Echoes. El personaje principal, Samus Aran, es una cazarrecompensas contratada por la Federación Galáctica para asistirla en un conflicto armado en contra de los llamados Piratas espaciales. Una vez que fueron derrotados en el planeta Zebes durante los acontecimientos narrados en el primer Metroid, el grupo de terroristas alienígenas buscaron la manera de adquirir más poder mediante el uso de un mineral mutágeno y radioactivo recién descubierto, llamado Phazon. Sin embargo, Samus se enfrenta a los Piratas, frustrando sus planes a lo largo de la trilogía Prime y permitiendo en última instancia que la Federación Galáctica confisque e incluso, reproducir el mismo armamento basado en el Phazon que utilizan los susodichos delincuentes.
Las operaciones de los Piratas Espaciales quedaron frustradas después de su fracaso durante Echoes. En su desesperación, ellos buscan una forma de contratacar pero durante un evento "regenerativo" entre las unidades de Phazon recolectadas y almacenadas, Samus Oscura —el siniestro doppelgänger o copia de Samus— reaparece y, de paso, los piratas al ver que esta empieza a atacar a los piratas, les da una oportunidad en la que les ayuda a poder usar y controlar el Phazon de manera ofensiva y así les apoye en sus planes. Samus Oscura refuerza el poderío de los Piratas, mientras que los induce lentamente a un estado de esclavitud mental. La fuerza combinada de ambos está destinada a corromper al universo entero con la ayuda de Phazon, mediante la ejecución de un metódico plan que consiste en atacar tres de los principales planetas de la Federación: Norion, Bryyo, y Elysia. El juego transcurre principalmente en esos planetas, aparte de otros tres lugares que son accesibles sólo cuando son completadas ciertas tareas a lo largo del juego.

### Argumento
La trama inicia con una escena en la que una computadora describe estados de contención de ciertos materiales hasta que empieza a corromper y finalmente se ve cómo una reserva de Phazon empieza a sobrecargarse y al final estalla, dando nacimiento a Samus Oscura. 
De golpe Samus despierta de un sueño y luego pasando a controlarla nos dirigimos para el G.F.S (Galactic Federation Ship) o F.F.G (Fragata de la Federación Galáctica) llamada "Olympus" u "Olimpo" (En español) para asistir a la sala de reuniones junto a otros tres cazarrecompensas compañeros de Samus, Rundas el Phrygiano; capaz de generar hielo a voluntad, Ghor; un veterano de guerra cuyo 93% de su cuerpo es mecánico y Gandrayda, de origen desconocido pero con habilidades metamorfológicas al punto de copiar las habilidades de lo que puede copiar (Aunque también sus debilidades). El comandante Dane (líder de la G.F.S. Olimpo les enconmienda la tarea de suministrar una vacuna a todas las Unidades Aurora (supercomputadoras orgánicas capaces de dirigir un planeta entero). Tras esto los piratas atacan la nave y Norion. Samus vuelve a su nave y baja al planeta, donde tiene que enfrentarse a los piratas. A punto de conseguir suministrar la vacuna los cazarrecompensas son atacados por Samus Oscura, quien deja inconsciente a Samus durante un mes, no sin antes conseguir suministrar la vacuna. Cuando Samus despierta descubre que el comandante Dane le ha implantado unas mejoras con Phazon: el hiperestado. Con este modo Samus es invencible y mucho más fuerte. La unidad Aurora le asigna la tarea de ir a Bryyo a destruir una semilla de Phazon que hay allí. Samus va, donde encuentra la nave de Rundas, y sigue su rastro hasta el cazarrecompensas. Allí descubre que ha sido contaminado por el Phazon y se enfrenta a él. Tras una dura batalla Samus consigue matar a Rundas y adquirir su habilidad de modificar el hielo, con lo que consigue que sus misiles se vuelvan de hielo. Samus va hasta una sala desde la que puede observar uno de los dos generadores que alimentan el escudo de la semilla, pero la Unidad Aurora le informa de que no puede hacer nada con su armamento actual, aunque también revela que hay un centro de operaciones de la Federación en el que puede añadir mejoras a su nave. Samus va a la pista y la despeja. Hecho esto aterriza su nave y le implanta una mejora con la que puede hacer que su nave dispare misiles con el visor de órdenes. Entonces Samus vuelve a la sala desde la que puede ver el generador y con el visor de órdenes hace que la nave lo destruya. Tras esto Samus se dirige al otro generador y lo destruye, lo que le da acceso a la semilla.

## Sistema de juego
Metroid Prime 3: Corruption es un acción aventura en primera persona. Corruption es un juego vasto, explorable y sin límites definidos que toma lugar a lo largo de varios planetas dentro de un contexto futurista-espacial, cuyas regiones están conectadas por elevadores, sistemas de rieles, puentes y cavernas. Cada una de las regiones posee zonas y «habitaciones» que están separadas por puertas que pueden abririse si se les dispara con el arma adecuada. La mecánica principal de juego se basa en la solución de acertijos y rompecabezas con el fin de descubrir secretos u objetos, saltar entre plataformas y disparar a los enemigos mientras se les apunta mediante un sistema de rastreo fijo, en el que Samus puede rodear a la amenaza en cuestión, y poder atacarla mientras se mantiene pulsado el botón «Z». El juego posee una perspectiva en primera persona, a excepción del modo «morfosfera», en el que el traje de Samus se convierte en una pequeña esfera blindada, en cuyo caso el juego tiende a enfocarse a una cámara en tercera persona.
El HUD del juego simula el interior del casco de Samus, el cual consiste en un radar, los controles de la nave de Samus, un mapa holográfico, un contador de munición, una barra de salud, y cuando se enfrenta a un jefe aparece también su salud y el nombre del mismo. El jugador puede cambiar los visores del personaje con el fin de permitir usar nuevas habilidades como visión de rayos X, recolectar información esencial de múltiples objetos, criaturas y enemigos, además de crear una interface con ciertos mecanismos como campos magnéticos o elevadores. Corruption también incluye un sistema de localización, en donde constantemente se le avisa al jugador la ubicación de la siguiente misión a completar, la cual le brinda instrucciones y asistencia de navegación para cumplir con el objetivo.

## Desarrollo
Retro Studios pretendió darle a Metroid Prime 3: Corruption lugares más amplios en contraste con Metroid Prime 2: Echoes, y permitir que el juego corriera a una velocidad de 60 fotogramas por segundo o en inglés F.P.S. Los diseñadores estuvieron también interesados en utilizar la aplicación WiiConnect24 para ofrecer material adicional y que estuviera disponible vía interntet. Retro comunicó que Corruption sería la última entrega de la serie Prime, cuyo argumento giraría entorno «a la conclusión [de esta historia], contada dentro de un contexto sobre un confrentamiento épico». Después de que el Wiimote fue revelado, Nintendo demostró cómo es que Corruption utilizaría las novedosas características del mando mediante una versión modificada de Echoes para Wii y esta fue presentada en el Tokyo Game Show de 2005.
El título de «Corruption» y algunas de las primeras imágenes del sistema de juego fueron revelados en la Nintendo's Media Release durante el E3 de 2006. En un inicio, Corruption estaba programado para salir a la venta a la par que el debut de Wii en noviembre de 2006, pero un par de meses después el juego fue retrasado para 2007. En abril de dicho año, el presidente de Nintendo of America, Reggie Fils-Aime, comentó durante una entrevista que Corruption «no estará disponible para junio» y asumió que sería durante el verano de 2007 cuando podría llegar a estar a la venta, fecha que estimó como la más próxima. Poco después opinó que «cuando lo lanzemos, será perfecto. Y aunque estuviera listo un poco de tiempo después a la fecha que la gente espera, mantengo la esperanza de que cuando lo tengan estarán felices». A finales de abril de 2007, Matt Casamassina, un editor de IGN, mencionó que los detalles de Corruption serían mostrados a lo largo de mayo, y el juego estaría programado como fecha tentativa de lanzamiento, el 20 de agosto de ese mismo año en los Estados Unidos. Nintendo of America después confirmó que la fecha oficial sería el 27 de agosto, aunque después mencionó seguramente el juego estaría en las tiendas al día siguiente. El juego salió el 26 de octubre de 2007 para Europa. Durante la conferencia dada por Nintendo en la Gamers' Media Summit durante la semana del 21 de mayo de 2007, Fils-Aime dijo que los juegos de Metroid «nunca se han jugado de esta manera» cuando hacía referencia a Corruption. También notó que cuando observaba a los empleados de Nintendo ver al juego mientras se estaba probando, ellos comentaban que «reinventará el esquema tradicional de los juegos de disparos en primera persona».
Corruption es el primer juego de la serie de Metroid en incluir una cantidad significativa de actuación de voz, en comparación a los anteriores títulos donde Samus «[actuaba] por sí misma [...] [ya que] siempre se hacía pasar como un lobo solitario». Los productores decidieron incluir voces reales para ensalzar una conexión más estrecha entre los personajes y los jugadores. Mark Pacini, el director del juego, mencionó que una de las cosas que más lío le causó a Retro durante el desarrollo, fue lo concerniente a los controles, pues «tenían un montón de funciones diferentes, para una cantidad importante de botones». Pacini también comentó que el Wii Zapper, un dispositivo con forma de pistola, nunca fue tomado en cuenta para usarse con el juego, ya que cuando este fue anunciado el juego se encontraba casi terminado. El presidente de Retro, Michael Kelbaugh, comentó que los retrasos que sufrió el título permitió mejorar las capacidades de los controles, lo cual tomó casi un año. Igualmente dijo que mientras Retro «hizo un gran trabajo en la opción multijugador de Metroid Prime 2», en Corrutption el equipo decidió enfocarse en el aspecto para un solo jugador, el cual es considerado como «la piedra angular de toda la franquicia». Durante la producción, el equipo de Nintendo EAD que estaba involucrado con Corruption, opinó que el «Hiperestado» debería ser el núcleo central del título, pues esto crearía cierta tensión entre los jugadores, haciendo que estos se esforzaran para terminarlo en dicho modo aunque su uso excesivo haría que el juego terminara por acabarse rápidamente. En un inicio, Retro se mostró poco interesado en el asunto, pues mencionó que sería tedioso adaptar ese modo de juego sin tener que calibrar el aspecto entretenido del juego, pero después de una discusión los diseñadores optaron por volver el «Hiperestado» como un rasgo común dentro de las cualidades especiales del sistema de juego.

### Banda sonora
Metroid Prime 3: Corruption no contó con un soundtrack propiamente dicho; es decir, que para este título ningún disco fue lanzado a la venta como parte promocional para el propio título. En palabras de Kenji Yamamoto durante una entrevista realizada por Music4Games, la música de Corruption no estuvo planeada para ser publicada en un formato CD, sino que «nosotros creamos la música del juego y los efectos sonoros para aumentar la experiencia que los jugadores pueden llegar a tener cuando están jugando. En cierta forma nosotros jugamos el papel de los arquitectos del juego que están detrás de cámaras. A diferencia de otros compositores, nuestra meta principal no es la de lanzar álbumes a la venta». Yamamoto también mencionó que la principal fuente de inspiración al momento de componer el audio de los juegos de Metroid, y en especial de Corruption fue «la pantalla principal del juego [...] tal vez mi música se vea muy influenciada por el rock americano, pero pienso que eso le da un toque especial a las melodías [...] incluso cuando voy en mi motocicleta de mi casa al trabajo, tengo la mente despejada y puedo pensar tranquilamente en alguna que otra canción».
Sin embargo, la música que se escucha en el juego fue calificada como «realista» e «impresionante» por parte de varios críticos de la industria. Por su parte, Meristation señaló que «grandes coros de voces agudas y graves, cuerdas resonantes en eco, melodías diáfanas y levemente marcadas sobre acordes épicos con claras referencias al tema principal del primer Metroid Prime. Absolutamente todo suena a la estética y ambiente de misterio característicos de la saga, y que en esta tercera entrega no se ha perdido ni en su apartado musical». IGN valoró su banda sonora como "mucho más grandiosa que en previas entregas de la serie Prime".

## Lanzamiento
En un inicio, IGN se mostró inconforme con Nintendo debido a la poca publicidad que la compañía había realizado para Corruption comparándola con la extensa promoción que hizo con el primer Metroid Prime, la cual incluía su propio marketing viral a manera de realidad alternativa. Sin embargo, el sitio web dedujo que la razón por la que campaña publicitaria fue escasa, era porque Nintendo buscaba un nuevo enfoque hacía los jugadores casuales debido a su nueva consola. Cuando se le preguntó a la compañía al respecto, Nintendo de América replicó que «los fanáticos de Nintendo se mostrarán fascinados por la cantidad y calidad de información que tenemos sobre Metroid Prime 3: Corruption, la cual estará disponible antes de que el juego sea lanzado el 27 de agosto. Su paciencia será recompenzada —o tal vez corrompida—». Cumpliendo con su promesa, Nintendo lanzó el «Metroid Prime 3 Preview» el 10 de agosto de 2007 en Estados Unidos, y dos meses después en Europa. El canal, disponible como descarga gratuita dentro del Canal Tienda Wii, permitía a los jugadores ver avances y videos sobre el juego, así como una secuencia animada de una batalla, junto con demás contenido que no fue anunciado sobre nuevos personajes. El canal «Preview» fue el primero de una serie de nuevos contenidos descargables en donde se muestran videos y adelantos de juegos en la región de Norteamérica. Durante el «mes de Metroid», nombrado así por Nintendo, se llegó a lanzar en la Consola Virtual de Wii una versión disponible del Metroid original el 13 de agosto de 2007, y otra de Super Metroid el día 20 del mismo mes. El juego fue finalmente lanzado el día 27 de agosto de 2007 en Estados Unidos, y en Europa el 26 de octubre del mismo año. La trilogía Prime fue compilada en un disco único, el cual es Metroid Prime Trilogy, y fue lanzado el 24 de agosto de 2009 para Wii. Metroid Prime y Metroid Prime 2: Echoes poseen la misma mecánica de controles y los sistemas de ejecución con los que cuenta Corruption.

## Recepción y crítica

### Estados Unidos e Inglaterra
Metroid Prime 3: Corruption obtuvo una acogida positiva en general por parte de los especialistas. Nintendo Power comentó que «el impresionante despliegue gráfico y su inmersivo sistema de juego de la última parte de la serie Prime, demuestra que el Wii está listo para cualquier tipo de jugador». IGN por su parte, laureó al juego con un premio Editor's Choice Award, y notó que para el momento en que el juego salió a la venta, fue el juego más «bellamente» diseñado y el de mejor «calibre» para el Wii. Asimismo elogiaron la incorporación de una «bien hecha» actuación de voz, a comparación de la escasa, o incluso nula participación de voces en la gran mayoría de los títulos de Nintendo. A pesar de que se comentó en la misma reseña que Metroid Prime 3 era demasiado similar en relación con sus predecesores, la reseña concluyó que este era el mejor juego de toda la trilogía Prime; por ello, en la revisión se menciona que el juego bien pudo haber adquirido una puntuación más digna que la que recibió Prime 1 (de 9,8 sobre 10), pero no lo logró debido a la razón ya expuesta sobre su innovación. X-Play comentó que el juego fue «ameno»; empero, mencionó que los controles a veces tendían a ser incómodos en cuanto a su mecánica, aparte de ser un poco difícil de controlar a la personaje en su versión para Wii. Si bien dijeron que era un juego divertido, también acervaron que había un singular problema dentro la dinámica sobre enfocar a los enemigos, además que debido al continuo movimiento realizado con el control causaba un cierto dolor en las muñecas de las manos.
Brand Jones de GameTrailers elogió el carácter dinámico y la naturaleza aventurera del juego, comparándolo con sus dos precuelas. Jones también consideró la mejorada sensibilidad de movimiento de los controles, pues comentó: «después de que juegues Metroid Prime 3 nunca más volverás a querer jugar otro juego de disparos con un control analógico; es así de bueno». También añadió que esas características hacían de Corruption «superior al Metroid Prime original». 1UP.com se mostró emocionado ante el nuevo sistema de controles, y con respecto a los gráficos mencionó que «[posee] unos de los mejores efectos visuales dentro del mundo de los videojuegos, punto». Electronic Gaming Monthly galardonó a Corruption con un reconocimiento de plata, y lo colocó en la 3.° posición de su lista sobre el «Juego del Mes», siendo solo superado por FIFA 08 y The Legend of Zelda: Phantom Hourglass. GameSpot mencionó que contenía acertijos entretenidos, peleas divertidas contra jefes, niveles con una atmósfera envolvente, y un afable sistema de juego. Aun así añadió que el título parecía ser más un típico juego de disparos, que uno de aventuras en primera persona, y señaló que ciertos comandos realizados mediante algún movimiento con el control no respondían adecuadamente a la cinética del mismo. La Official Nintendo Magazine comentó en su respectiva reseña que el juego que este era uno de esos títulos «sabrosos, jugosos y que desparrama grandes gotas grasosas de buena calidad»; además mencionó que este debió haber sido un juego que acompañara el lanzamiento del Wii, pues tiene el potencial adecuado que la consola puede soportar y que con respecto a sus gráficas, estas bien podrían superar a las de «vieja tecnología como las del PlayStation 2». Mientras tanto, Eurogamer a lo largo de su resña remarcó que el título fue «bastante extenso, más intrincado y mucho más original que muchos otros shooters que solo abarrotan las estanterías [...] te hace sentir en un lugar único e irreconocible, a la vez que agradable», otogándole una puntuación de 9 sobre 10.
HonestGames.com solo se limitó a exponer que su sistema de juego era un poco «fino» pero que ello contribuye a la buena experiencia que dejan los juegos de disparos en primera persona. The A. V. Group mencionó que el juego, en su mezcla de acertijos y secretos hacen de él una «pesadilla obsesiva-compulsiva, con toques de ruinas desmoronadas, maquinaria defectuosa y naves espaciales abandonadas» dándole la puntuación de «A». Una reseña similar fue mencionada por Videogamer: «el montón de laberintos diseñados para la "morfósfera" y la cantidad de viajes estelares que debes realizar, harán que te rasques la cabeza en más de una ocasión». AtomicGamer ofreció una perspectiva un poco diferente, ya que en su nota se dice que el juego tiene una cierta relación con el título Red Steel, ya que a comparación de este, Corruption posee una mejor simetría en cuanto a la precisión de los disparos y del movimiento fluido que presentan los personajes; asimismo comento que este era uno de esos títulos con grandes gráficas, pues en consideración a sus predecesores, Prime 3 fue el primero en ofrecer una «experiencia en 480p de alta definición». Finalmente, Yahoo! Games hizo una comparación del juego con otros títulos de la «nueva generación», pues dijo que «si tu consideras que Gears of War o BioShock son impactantes, pensarás que Corruption esta desafinado y tiene una cierta insensibilidad. Pero si en realidad eres un fanático de la serie, puede que le des el visto bueno [...] aunque sea solo en su sistema de juego e historia».

### Premios e índice comercial
En los premios de «Lo Mejor de 2007» de IGN, Corruption obtuvo los premios al «Mejor Juego de aventuras para Wii», «Mejor Diseño Artístico», y «Mejor Juego de aventuras en general». GameSpy nombró al juego como el segundo mejor título del año para Wii, sólo detrás de Super Mario Galaxy, y lo galardonó como la «Mejor Innovación hecha para Wii». El sitio web australiano MyWii.com, también consideró al título como el segundo mejor juego de Wii hasta ese entonces, siendo el primero puesto del ya mencionado juego de Mario. A pesar de que salió a la venta el 27 de agosto, el juego fue el quinto título mejor vendido del mes, pues alcanzó la cifra de 218 100 copias. El juego también estuvo en la quinta posición de las listas japonesas de ventas, pues en su primera semana logró vender 34 000 copias en el país nipón. Más de un millón de copias fueron vendidas durante el resto de 2007, en tanto que para el mes de marzo de 2008, tuvo la cifra de 1.31 millones de copias vendidas alrededor del mundo.

### Secuela
El 13 de junio de 2017, Nintendo anunció durante su presentación Nintendo Spotlight en el E3 2017 que Metroid Prime 4 está actualmente en desarrollo para la consola Nintendo Switch. Sin embargo, el videojuego estará a cargo de un nuevo equipo de desarrollo en lugar de Retro Studios, y está programado su lanzamiento en algún momento de 2019. Posteriormente, fue anunciado que el desarrollo del juego había sido reiniciado y traspasado a Retro Studios, tras lo cual no ha habido más noticias.